# Сан-Сальваторе-ді-Фіталія
Сан-Сальваторе-ді-Фіталія (італ. San Salvatore di Fitalia, сиц. Santu Sarvaturi di Fitalia) — муніципалітет в Італії, у регіоні Сицилія,  метрополійне місто Мессіна.
Сан-Сальваторе-ді-Фіталія розташований на відстані близько 470 км на південний схід від Рима, 125 км на схід від Палермо, 70 км на захід від Мессіни.
Населення — 1318 осіб (2014).
Щорічний фестиваль відбувається 20 серпня. Покровитель — San Calogero Eremita.

## Демографія
Населення за роками:

Станом на 1 січня 2023 року в муніципалітеті офіційно проживало 9 іноземців з 3 країн, серед них 5 громадян країн Євросоюзу.

## Сусідні муніципалітети
- Кастелл'Умберто
- Фраццано
- Галаті-Мамертіно
- Мірто
- Назо
- Торторичі